# Flinterenden
Flinterenden er en godt 15 kilometer lang vandvej gennem Øresund mellem Saltholm og Skåne. Flinterenden går gennem en kalk- og flintgrund, der adskiller Østersøen og Kattegat. Flinterenden passerer under Øresundsbroen på dens højeste punkt. Renden er forbeholdt den nordgående trafik, og der kan passere skibe med en dybgang på op til syv meter; den sydgående trafik går gennem Drogden, vest om Saltholm. Gennemsejlingshøjden under broen er 55 meter.

## Eksterne kilder og henvisninger
- Geologi nyt nr 2 2000 Arkiveret 23. december 2015 hos  Wayback Machine GEUS – De Nationale Geologiske Undersøgelser for Danmark og Grønland

1. ↑  Salmonsens konversationsleksikon, bd. 8 (1919), S. 250 Arkiveret 18. april 2012 hos  Wayback Machine
2. ↑  "Den store danske". Arkiveret fra originalen 2. marts 2015. Hentet 25. november 2009.

55°34′N 12°49′Ø / 55.567°N 12.817°Ø